# Lucien Lauk
Lucien Lauk (Parigi, 27 giugno 1911 – Montfermeil, 8 giugno 2001) è stato un ciclista su strada francese.
Professionista dal 1935 al 1953, conta una ventina di vittorie e la partecipazione a quattro grandi giri.

## Carriera
Iniziò la carriera professionistica nel 1934 e la concluse diciannove anni dopo; fratello maggiore di Lucien e René, anche loro ciclisti professionisti, ma non ottennero eguali risultati.
Nel palmarès di Lucien Lauk si trovano numerosi successi, tutti ottenuti in corse francesi.
Fu abile anche in corse di livello come al Giro d'Italia 1935, quando fu terzo nella quinta tappa, e fu sul podio anche dei campionati francesi nel 1941, 1943 e 1947, sempre terzo. Ottenne qualche piazzamento anche nel 1942 alla Vuelta a España, tre terzi posti nella terza, sesta e settima tappa.

## Palmarès
- 1934 (dilettanti)

Parigi-Arras
- 1936 (Helyett, tre vittorie)

1ª tappa Paris-Perros Guirec
Classifica generale Paris-Perros-Guirec
Circuit de l'Indre
- 1938 (Mercier, una vittoria)

Grand Prix de Cannes
- 1939 (Mercier, una vittoria)

3ª tappa Criterium du Midi
- 1945 (Métropole, una vittoria)

Grand Prix de la Soierie - Charlieu
- 1946 (Métropole, una vittoria)

Grand Prix de Chateaurenard
- 1947 (Métropole, tre vittorie)

1ª tappa Tour du Calvados
2ª tappa Tour du Calvados
Classifica generale Tour du Calvados
- 1948 (Métropole, una vittoria)

Tour de Corroze
- 1950 (Rochet, due vittorie)

Circuit de l'Indre
Grand Prix de Thizy
- 1951 (Rochet, due vittorie)

Grand Prix Catox
1ª tappa Grand Prix de Costantine et des Zibans

## Piazzamenti

### Grandi Giri
- Giro d'Italia

1935: ritirato
- Tour de France

1948: ritirato (8ª tappa)
1950: ritirato (6ª tappa)
- Vuelta a España

1942: ritirato

### Classiche monumento
- Milano-Sanremo

1951: 27º
- Parigi-Roubaix

1937: 26º
1939: 19º
- Giro di Lombardia

1946: 29º
1947: 21º